# Anna Sui
Anna Sui (chinês tradicional: 蕭志美, simplificado: 萧志美, pinyin: Xiāo Zhìměi, em japonês: アナスイ); (nascida em 4 de agosto de 1964, Detroit, Michigan, EUA) é uma designer de moda americana. Ela foi nomeada um dos "5 Melhores ícones da moda da Década", em 2009, o designer ganhou o "Lifetime Achievement Award" Geoffrey Beene apresentada pelo Conselho de designers de moda da América (CFDA), juntando-se às fileiras de Yves Saint Laurent, Giorgio Armani, Ralph Lauren e Diane von Fürstenberg. suas categorias de marcas incluem várias linhas de moda , calçados , cosméticos, perfumes , óculos de sol , jóias, acessórios e presentes line. Produtos de Anna Sui são vendidos através de suas próprias lojas e distribuidores em todo o mundo em mais de 375 pontos de venda em 35 países. Em 2006, a Fortune estimou que o valor coletivo de marca Sui foi mais de US $ 400 milhões.

## Origens início da vida e da família
Sui nasceu em 4 de agosto de 1964, em Detroit, Michigan, aos emigrantes chineses francês-educados, Paul Sui (chinês: 蕭惠光, pinyin: Xiao Hui Guang) e Grace Sui fang (方光琪, Fang Guang Qi) que conheceu enquanto estudava na Sorbonne, em Paris, onde o pai de Sui estava estudando engenharia e sua mãe, pintura. Seus avós paternos eram Xiao Yu Lan (蕭毓蘭, Xiao Yulan), um homem de negócios Tahitian-chinês, e sua esposa Qiu Daitai (丘帶娣). Seus avós maternos eram fang Chih (方治, Fang Zhi) , um diplomata chinês e sua esposa Fang Ih-chi.
Sui é um descendente matrilinear da família Fang of Tongcheng, Anhui, uma Ming e Qing dinastia nobre família notável por seus muitos estudiosos e filósofos. Ela é uma descendente de Fang Bao, um poeta chinês influente que fundou a Tongcheng escola de prosa literária popular em todo o Império Qing. Antepassados notáveis também incluem fang Gongcheng, tutor do palácio imperial, e fang Guancheng, vice-rei da Zhili sentado em Tianjin 1749-1768 entre outros era de Qing estudiosos.
Até o momento ela tinha quatro anos, Sui sabia que ela queria ser um designer de moda. Como um adolescente, ela leu um artigo na revista Life sobre as realizações de Mia Fonssagrives-Solow que se graduaram na Parsons The New School for Design em Nova York e, em seguida, mudou-se para Paris, onde Elizabeth Taylor e Richard Burton abriu uma boutique com a menina. Créditos do Sui ler este artigo como um momento crucial na sua juventude, o que lhe deu uma direção clara em seus objetivos para o futuro. Sui mudou para Nova York e participou Parsons.

## Início de carreira

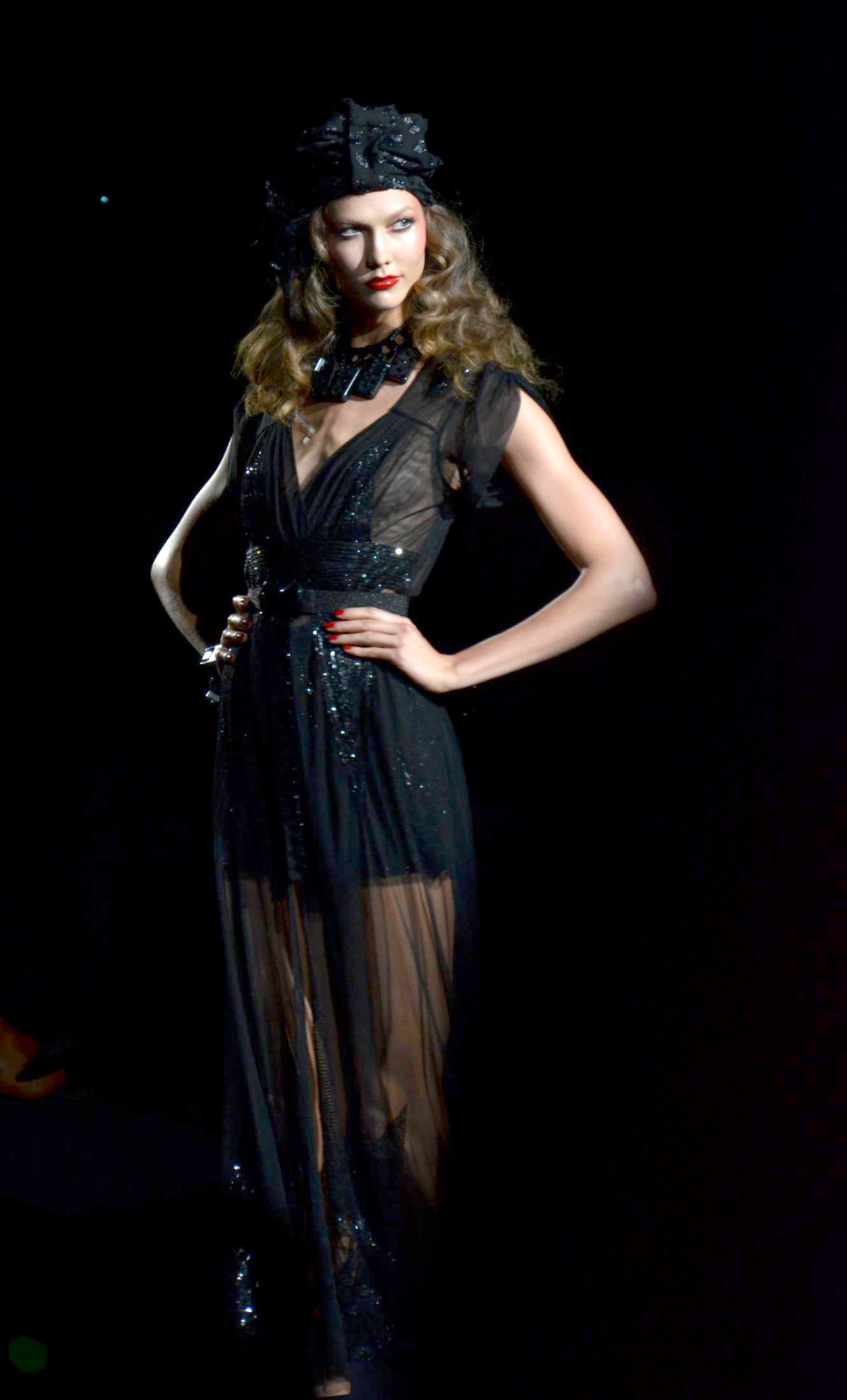
Karlie Kloss coloca na pista no show Anna Sui em setembro de 2011.

Depois de terminar seu segundo ano na Parsons, Sui foi contratado por meninas grife de roupas juniores de Charlie's Girls, o primeiro de vários postos de trabalho onde ela aprendeu através da concepção de rótulos sportswear e fazendo styling sobre os brotos de fotografia de amigo e colega de classe ex-Parson Steven Meisel. Durante este tempo, ela começou a projetar e fabricar roupas fora de seu apartamento. Sui afirmou que ela foi inspirada a ramificar-se por conta própria por um desejo de vestir estrelas do rock. Enquanto trabalhava para a empresa sportswear Glenora, ela trouxe sua coleção de cinco peças para uma feira de Nova York, e chamou a atenção de um par de lojas de departamentos de Nova York. Algumas semanas mais tarde, as roupas foram destaque em um New York Times anúncio publicitário. O gerente de Glenora, onde Sui ainda estava na folha de pagamento, ficou furioso quando viu o anúncio no The Times e disparou-a no local. Deixou sem emprego, Sui tomou-lhe US $ 300 na poupança e começou um negócio fora de um pequeno canto no do seu apartamento sala de estar. Durante vários anos, Sui dirigiu a empresa fora de seu apartamento, fazendo biscates para a renda de reposição e reinvestimento cada centavo de lucro em seu negócio.
A década de 1980 foi a altura de "power-dressing", com empresas como a Chanel, Lacroix e Versace definindo o padrão. Sui lutou para ficar de pé ao lado das casas de moda de renome. Sui, foi um dos poucos designers do período que se distancia das casas de moda tradicionais e explorou o cenário da moda grunge conjunto com estilistas como Marc Jacobs, Daryl K e Todd Oldham. Ao final de 1980, Sui ganhou um culto global como a seguinte, recebendo a atenção de potências moda japonesa, como Onward Kashiyama. Sui iria passar a majorly expandir as operações japonesas em meados dos anos 90.
Em 1991, de Meisel e Sui amigos supermodelo, Naomi Campbell e Linda Evangelista se reuniram e encorajou-a a tentar um desfile. Sui alugou um pequeno espaço no Meatpacking District e pagou os modelos, dando-lhes as roupas. O show bem sucedido foi o maior avanço da carreira de Sui, com o New York Times comentando em referência a modelos celebridade pista de Sui: "Que essas belezas [Campbell e Evangelista] eram então no auge de sua fama ajudou a atiçar a recepção Sui tem de compradores e os meios de comunicação.

## Linha de Anna Sui

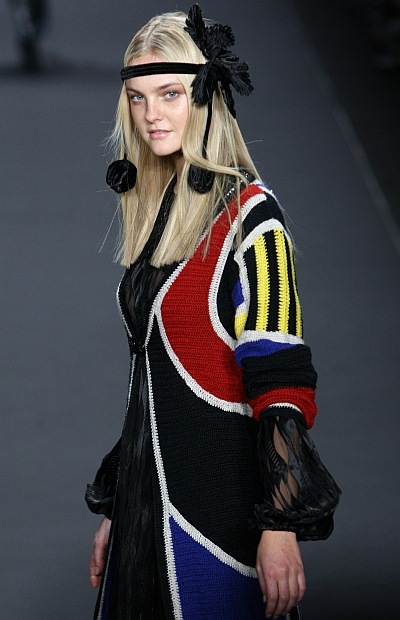
Caroline Trentini para Anna Sui Primavera/Verão 2011.

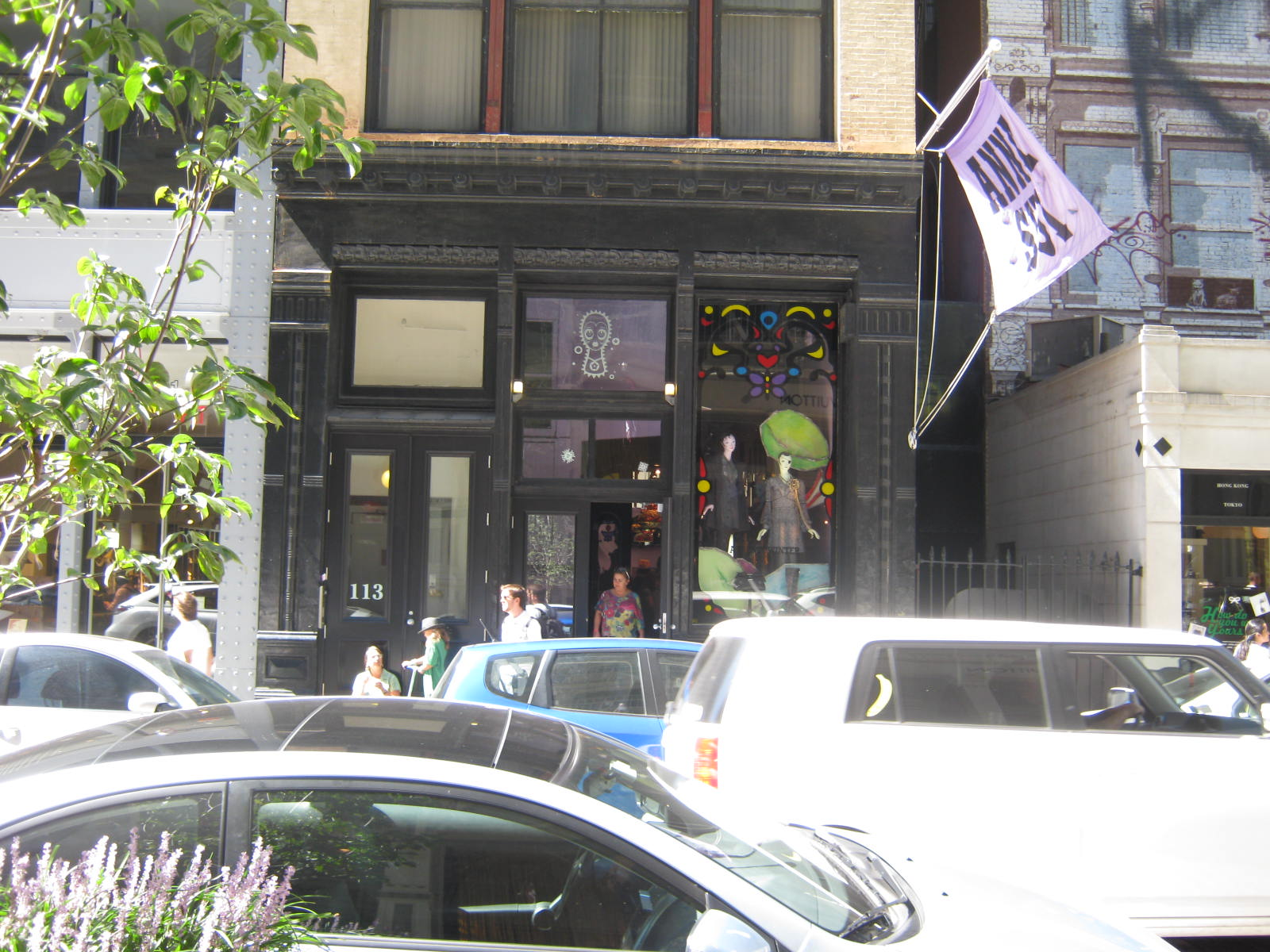
O carro-chefe loja de Anna Sui original em 113 Greene Street, New York City

Primeiro desfile de Sui teve lugar em 1991. Desde o primeiro show, Sui era conhecida por sua abordagem light-hearted, lunático, caseiro e divertida de mostrar suas coleções. A atmosfera muitas vezes tinha uma vibração partido distinto e as travessuras de convidados e participantes foram descritos como uma cena cultural distinta do período.
O designer abriu sua primeira loja de varejo em 1992 [29] na 113 Greene Street no distrito de SoHo New York City. A loja principal era conhecido por seus pisos vermelhos, mobiliário preto antigo, manequins cabeça assinatura dolly e suas paredes roxas que Sui pintadas si mesma.
Em 1993, a Anna Sui Corporação abriu uma loja em Hollywood no La Brea Avenue expansão da cobertura e controle da distribuição na América do Norte.
Anna Sui calçados, fabricados em Veneza, Itália, estreou na pista para a coleção de outono em 1994. Mais tarde, Sui começou a produção de uma linha de difusão da moda chamado "Sui Anna Sui" e uma linha de calças de ganga com casa de moda italiana, Gilmar SpA. no mesmo ano, Sui e Marc Jacobs também começou consultoria para Cento de Gilmar x Cento e Iceberg linhas de marca, respectivamente.
A partir de 1995, os projetos de Sui foram exibidos regularmente em Patterns Vogue. Sua estréia com a revista de estilo caracterizado vestidos de sua Primavera/Verão 1995 coleção inspirada em quadrinhos de celulose de época e a manga inchado, quadrado de ombros, moda vestido floral popular durante os anos de racionamento guerra de 1940 moda era. Vogue viria a anunciar esta estilo da década de 1940 floral como a tendência da estação.
Para a coleção de moda Primavera/Verão 1997, a Sui atraiu considerável atenção da mídia quando Dave Navarro do Red Hot Chilli Peppers apareceu na pista para seu show em apenas roupas íntimas.

## Expansão global

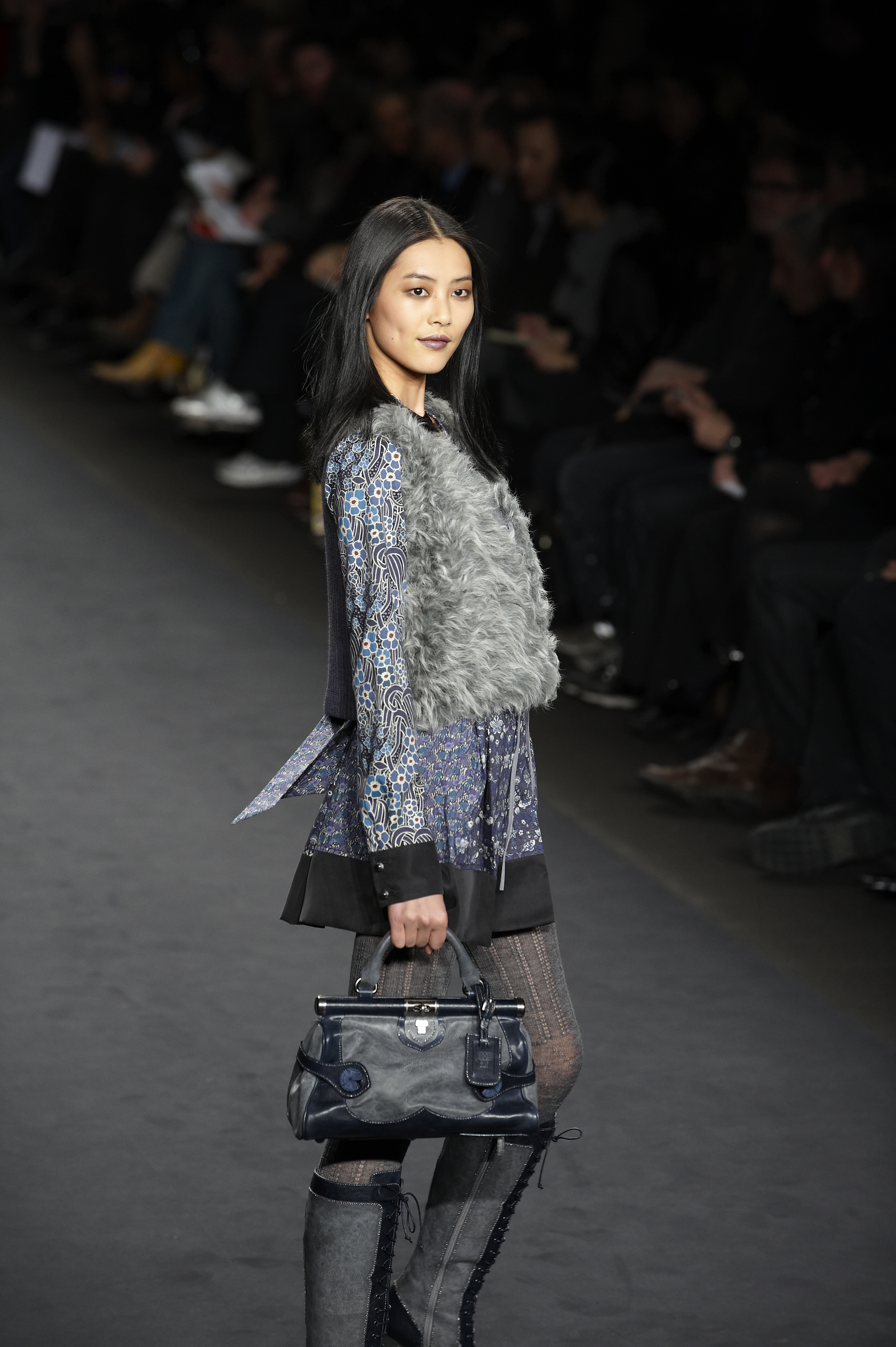
Liu Wen na pista Anna Sui Outono / Inverno 2010.

Os primeiros autônomas boutiques Anna Sui abriu em 1997 em Tóquio e Osaka através de uma licença de distribuição e vendas com Isetan. Sui também uma parceria com sapateiro italiano Ballin para criar uma linha de calçados.
Em 1999, Anna Sui lançou sua fragrância com Wella AG e linha de cosméticos com Albion.
Em 2003, o designer lançou sua fragrância Dolly menina, juntamente com vários conjuntos de edição limitada da série Dolly menina. No mesmo ano, Wella AG foi adquirida pela Procter & Gamble, que continuou a parceria.
Sui parceria com Gonzo K.K. Studios para desenhar figurinos para os personagens em sua série de televisão Gankutsuou 2004:. O Conde de Monte Cristo, uma série vagamente baseado em O Conde de Monte Cristo pelo autor francês Alexandre Dumas.
Em 2005, Sui foi contratado pela Samsung Electronics Co., em parceria com a Vogue para projetar um telefone celular. A edição aparelho limitada que estava disponível através da T-Mobile vendeu para fora no primeiro mês com os produtos ocasionalmente chegando à venda no eBay. Sui também uma parceria com a Anthropologie para lançar uma coleção de moda chamada Anna Sui para Anthropologie.
Em 2006, Anna Sui lançou uma edição limitada Anna Sui Boho boneca Barbie em parceria com a Mattel. Mais tarde, ela lançou uma coleção de edição limitada com Victoria Secret chamada Anna Sui para Victoria Secret.
Para o 30º aniversário Hello Kitty em 2007, Sui parceria com a empresa japonesa para criar uma coleção de edição limitada em homenagem ao marco. Os bichos de pelúcia desta coleção são vendidos por mais de US $ 100,00 USD no eBay.
Em 2008, Sui lançou a coleção de roupas Dolly Girl no Japão para acompanhar suas linhas de fragrâncias anteriores. Mais tarde, em 2008, Sui parceria com a Nissan para projetar um carro personalizado, o Nissan 350z Anna Sui Limited Edition, que foi destaque em vários roadshows.

## Coleções especializadas

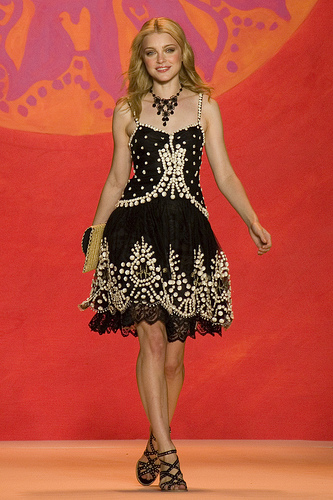
Jessica Stam andando o show Anna Sui em fevereiro de 2009.

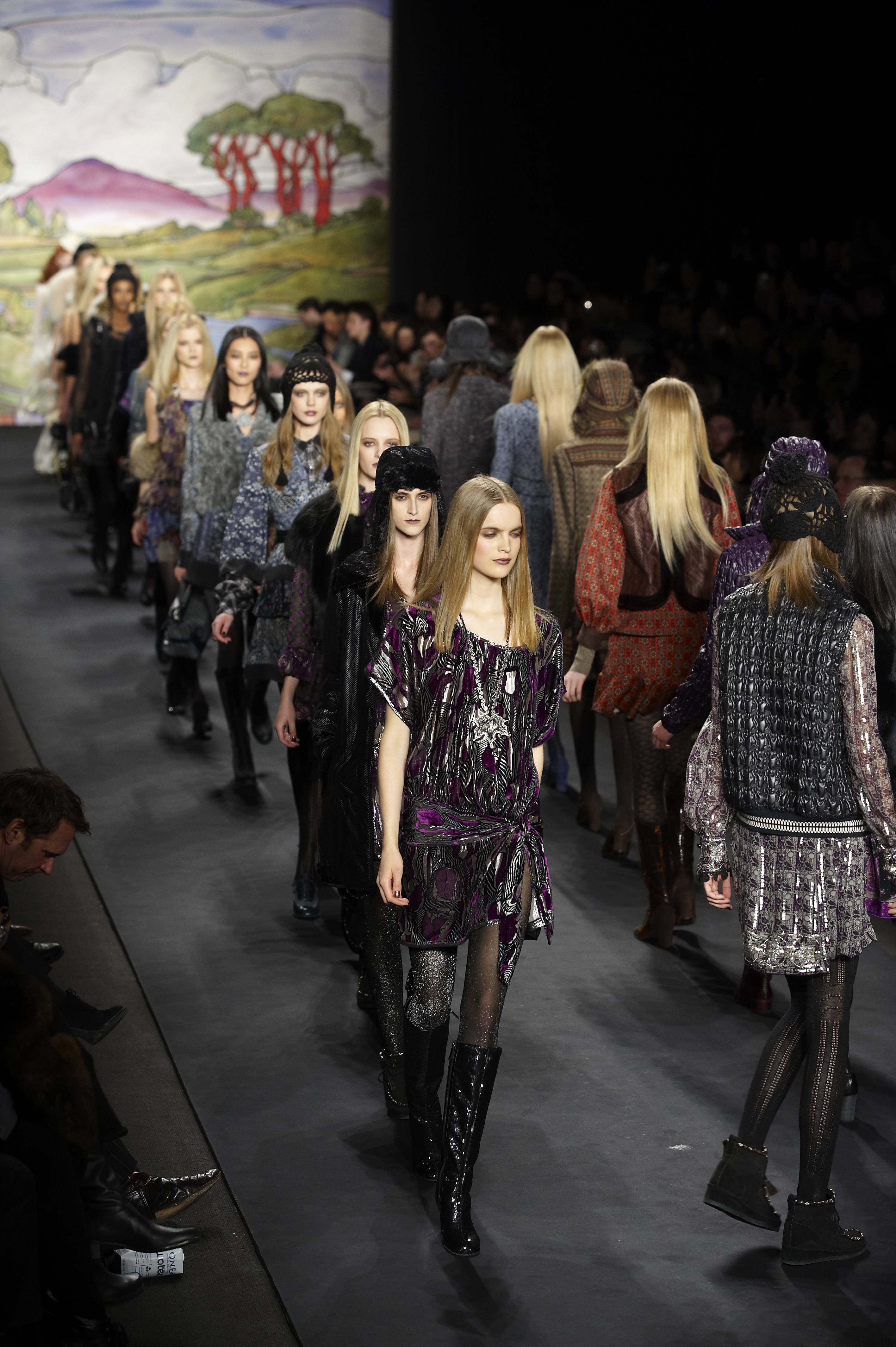
O desfile modelo durante a apresentação de Inverno 2010 do Sui

Em 2009, Sui parceria com a Target para produzir uma linha de Gossip Girl inspirado combinando o estilo Upper East Side com uma borda "centro" chamada Anna Sui para a Target. A coleção de edição limitada estava disponível para várias semanas em setembro. linha infantil conhecida como "Anna Sui Mini" estreou no início de 2009 no Japão e seu Rock Me! fragrância lançada no final do ano. Ela ainda entrou em um acordo de distribuição com Mondottica limitada para distribuição de óculos com a marca Anna Sui Eyewear e lançou uma coleção colaboração com Bliss chamada Anna Sui para FitFlop.
Mais tarde, em 2009, Sui foi apresentado com o ícone clássico da adjudicação do design de moda na Fashion Awards China em Pequim e com Lifetime Achievement Award Geoffrey Beene do CFDA em sua terra natal, New York City.
Em 2010, Sui colaborado com Andrew Bolton para publicar seu primeiro livro narrando sua carreira de 20 anos. No mesmo ano, ela lançou sua fragrância Forbidden Affair.
Em 2011, ela parceria com Hush Puppies para criar uma coleção de edição limitada de sapatos que estreou no desfile de moda Outono de 2011. Ela passou a parceiro também com Tumi para criar uma linha de malas e artigos de viagem. No final do ano, Sui colaborou com o Google para criar uma extensão temática navegador Google Chrome. Ela também entrou em uma licença fragrância com Interparfums para fragrância e distribuição de perfume.
Em 2012, Sui colaborou com Coach e criou uma linha de bolsas chamado Anna Sui para Coach. O designer também trabalhou em uma colaboração entre Mondottica e companheiro Earthlings para produzir óculos de sol para desfiles de moda do designer.
De maio a novembro de 2013, roupas de coleções de 1999 e 2000 do Sui foram destaque no The Museum no Fashion Institute of Technology como parte de sua retrospectiva:. Exposição Moda e História Têxtil Galeria. Em novembro de Sui e Albion parceria com Asos para lançar a Inverno 2013 linha de Anna Sui Cosmetics queda na Europa. A série contou com uma colaboração com a Disney.
Em 2 de fevereiro, 2014, Lee Min-ho anunciou a Anna Sui para a coleta de Fila em nome de Produtos Anta Sports e Fila China que foi lançado em 2015. Em abril, Sui voltou para a sua Detroit natal para parceria com a Ford Motor Company para criar a coleção desencadeou Mustang comemorando o aniversário do Ford Mustang 50 anos. Mais tarde, em abril, Sui e Hong Kong baseado em TI Apparels Ltd parceria com Lab Made, a Hong Kong sorvete fornecedor famoso por ser pioneiro no mercado obscura de sorvete de nitrogênio líquido para criar um Anna Sui × Lab Made loja pop-up que foi destaque no ramo de Tsimshatsui da empresa ao longo de abril de 2014. A colaboração também contou próprio sabor de creme roxo de gelo da Sui ea abertura foi anunciada pela celebridade Hong Kong Alfred Hui, um artista contrato para Hong Kong Television Broadcasts Limited. em julho, Sui lançou uma linha de lingerie na Coreia com Alvin Korea Co. Ltd., que foi lançado com um show de moda lingerie grande escala no Hotel Ritz Carlton, em Seul. Em outubro, Sui parceria com a CDFA para iniciar uma colaboração com a Best Buy chamada Anna Sui × Best Buy como parte da série de seu projetista.
Em março de 2015, Sui e Isetan parceria com Sailor Moon para lançar a Sailor Moon × coleção Anna Sui, que foi destaque na loja Isetan em Shinjuku. Sui também uma parceria com a francesa sobremesa fabricante de Ladurée para criar uma colaboração chamada Anna sui × Ladurée como uma parte da coleção Les Merveilleuses Ladurée. Em abril de 2015, sui parceria com O'Neill para lançar a coleção colaborativa intitulado Anna sui para O'Neill, uma coleção inspirada cena da praia da Califórnia. Mais tarde, em Junho de 2015, Sui mudou-la flagship store Soho para Broome Street de seu longo local anterior 23 anos na Greene Street. Em agosto, Sui parceria com a American bota-maker a Frye Companhia lançar uma coleção de edição limitada intitulada Anna Sui × Frye, que expandiu uma colaboração anterior entre as duas casas para desenvolver botas para queda de Sui / Inverno 2015 de moda show. A coleção foi inspirada na cultura nórdica e mostram Vikings do History Channel. Para Jubileu de Ouro, em Singapura, Sui parceria com uniforme e Shentonista para criar uma sacola SG50 comemorativa destaque em uma série de posts por Shentonista. Mais tarde, em Novembro de 2015, a coleção Starbucks × Anna Sui foi anunciado, uma colaboração de férias entre a cadeia de café eo designer de moda.
Em janeiro de 2016, a Starbucks continuou sua linha de colaboração com Sui através de vendas on-line. Em fevereiro, Sui parceria com a cerimônia de abertura para colaborar com o rótulo "Ano da China" Primavera-Verão 2016 coleção que também contou com marcas como Renli Su, Ms Min e Vivienne Tam, entre outros. Mais tarde, em março, Isetan Mitsukoshi Holdings e sua subsidiária Mammina anunciou o lançamento da nova parceria marca com Anna Sui Corp chamado The Souvenir Shop Anna Sui, que abrange itens de varejo de viagem e moda acessórios. O anúncio foi feito em simultâneo com o lançamento de mais uma parceria Isetan com designer japonês Keita Maruyama. Lançados em áreas centrais e nos aeroportos marcando a primeira vez produtos de moda Anna Sui estavam disponíveis como bens livres de impostos. Em junho de 2016, uma retrospectiva histórica dos projetos de Sui estava em exposição na loja de departamentos de Pequim SKP. A coleção contou com icônicas design itens Anna Sui e roupas que datam do primeiro show do Sui em 1991 com o dia atual.

## Recepção

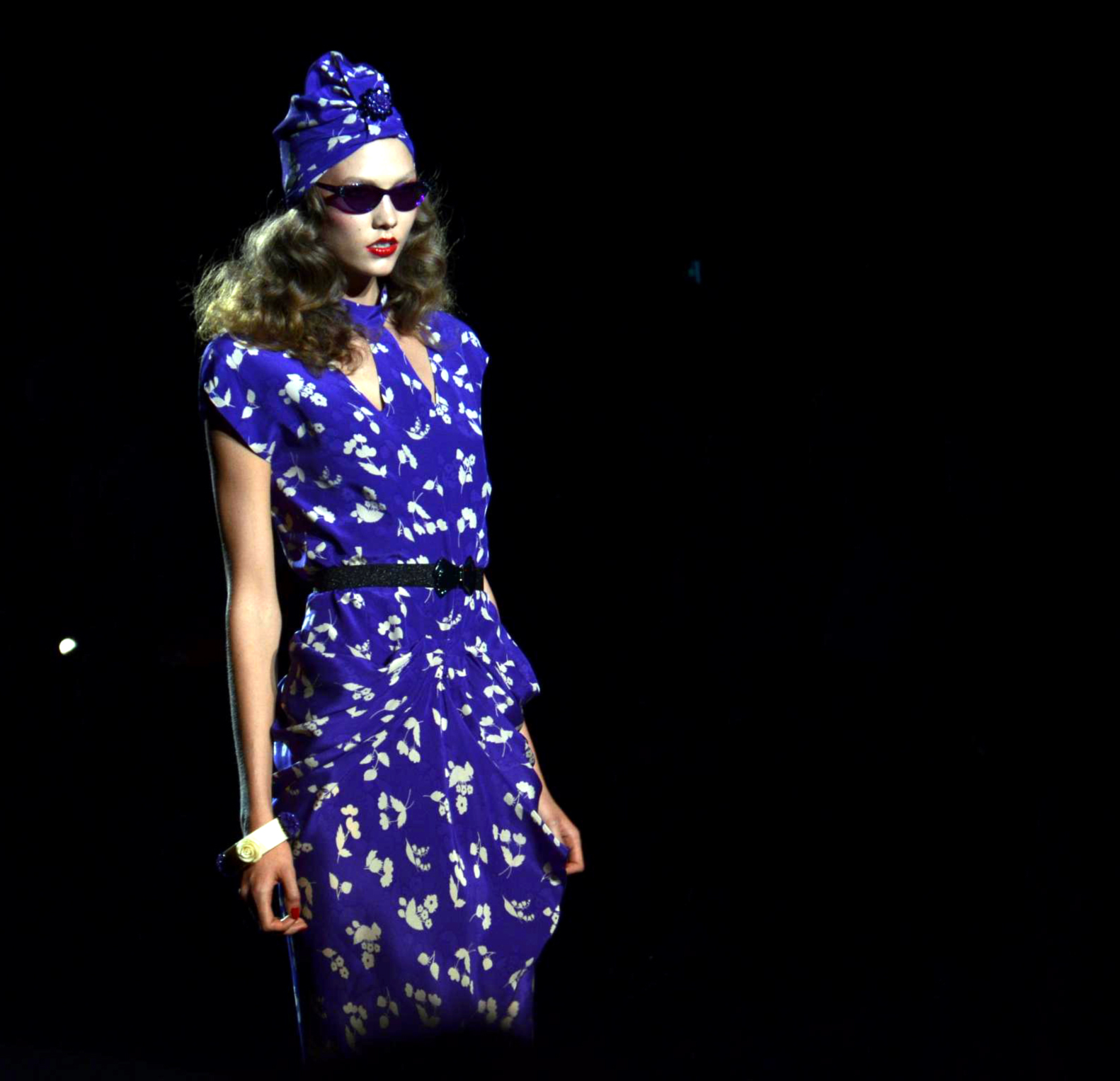
Karlie Kloss na pista no show Anna Sui em setembro de 2011.

Por seu trabalho inovador, Sui tem sido chamado de um designer que "nunca panders" pelo The New York Times, e ganhou a distinção de ser nomeado para a lista da revista Time das cinco maiores ícones da moda da década. O trabalho de Sui tem sido extensivamente coberta tanto pela indústria do jornalista como um todo e pela imprensa de moda, em particular. Seus shows sazonais são regularmente coberta pela Vogue, Style.com, o desgaste de mulheres diário e muitas outras plataformas de notícias e editoriais. Mercedes-Benz Fashion Week chamou a carreira de Sui "uma história de sucesso americana clássico", citando atitude determinada do Sui: "Você tem que se concentrar em seus sonhos, mesmo que vá além do senso comum Como poderia esta jovem dos subúrbios de Detroit se tornar um sucesso em Nova York? foi sempre esse sonho". Comentários geralmente se referem ao rigor da pesquisa do designer e sua subordinação em conjunto de várias tendências e tópicos históricas e atuais.
Os projetos de Sui continuar a atrair muitos clientes famosos, como Blake Lively, Naomi Campbell, Sofia Coppola, Liv Tyler, a Kate Middleton e Courtney Love.

## Envolvimento caridade e comunidade

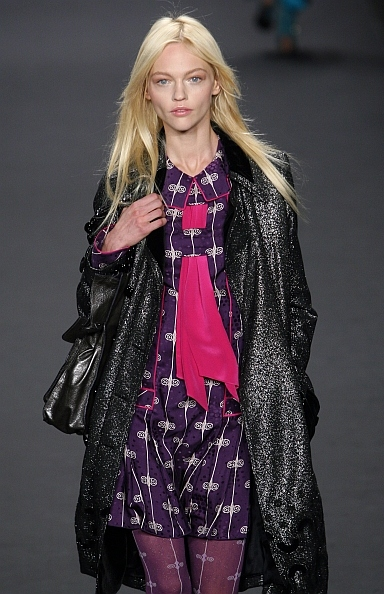
Sasha Pivovarova no show Anna Sui em fevereiro de 2008.

Em 1996, Sui parceria com a General Motors Corporation como parte do CFDA/GM Concept Cure  entre a General Motors e várias empresas da indústria da moda, a sensibilização sobre e levantando fundos para a investigação do cancro da mama. Como parte do programa, Sui desenhou um Yukon GMC, que foi vendido em leilão para levantar fundos.
Sui projeta e fabrica sua coleção de assinatura em sua sede de Nova York, em Moda Avenue. Além de seu trabalho como designer, Sui tem ardentemente lutou para manter a indústria viva e tem liderado uma campanha para "Salvar o Centro Garment", que foi destacada durante a Fashion Week em setembro de 2008.
Após os ataques de 2008 em Mumbai, Sui colocar vários de seus projetos em leilão no eBay, doando os proventos para Cidadãos pela Justiça e Paz, uma organização de direitos civis com sede em Mumbai.
Em 2010, Sui parceria com Isetan e Bearbrick em um evento de caridade beneficiando da World Wildlife Foundation e Restauração Florestal da Malásia e Projeto de Monitoramento Orangotango, com os rendimentos de uma coleção de edição limitada vai para a causa.
Em 2012, Sui trabalhou com o músico e amigo Jack White para projetar uniformes para os funcionários da loja de varejo Third Man Records, de branco que abriu em Nashville em novembro de 2012. Uma segunda localização também abriu em Cass Corredor de Detroit em novembro 2015 também com vestidos de uniformes de Sui.
Em setembro de 2014, em comemoração ao 75º aniversário do filme 1925 The Wizard of Oz, Warner Bros ea Tonner Doll Company organizou a criação de uma coleção de bonecas comemorativas projetados por vários estilistas americanos famosos como Marc Jacobs, Donna Karan, Charlotte Ronson, Trina Turk e Sui. A coleção de bonecas foi exibido no Fashion Institute of Technology e Bloomingdale entre setembro e outubro 2014, antes de ser leiloado no eBay Giving Works, com rendimentos que vão ao habitat para a humanidade de que não há nenhum lugar como a casa campanha.
Em Junho de 2015, Sui parceria com a New York restaurante Serendipity 3 em um fundraiser da caridade beneficiando a missão Bowery, uma missão de resgate e abrigo na área de Bowery de Manhattan.
Sui regularmente dá palestras para estudantes e ao redor dos Estados Unidos para inspirar as futuras gerações para perseguir seus sonhos. Em outubro de 2015, Sui falou aos estudantes locais sobre suas experiências no Teatro Michigan em Ann Arbor, como parte da Universidade de Michigan Penny selos Série Speaker organizada pela selos Escola de Arte e Design. Sui enfatizou a necessidade de não se deixe intimidar pela indústria que às vezes é descrito como cruel, mesmo contando suas experiências de quando ela havia sido disparado a partir de uma posição em uma empresa sportswear no início de sua carreira. Após a palestra, alguns dos projetos de Sui foram na exposição como parte do Museu Histórico Detroit Booth-Wilkinson Gallery exposição "Fashion.D.Fined: Past, Present and Future" da Detroit Moda.

## Obras

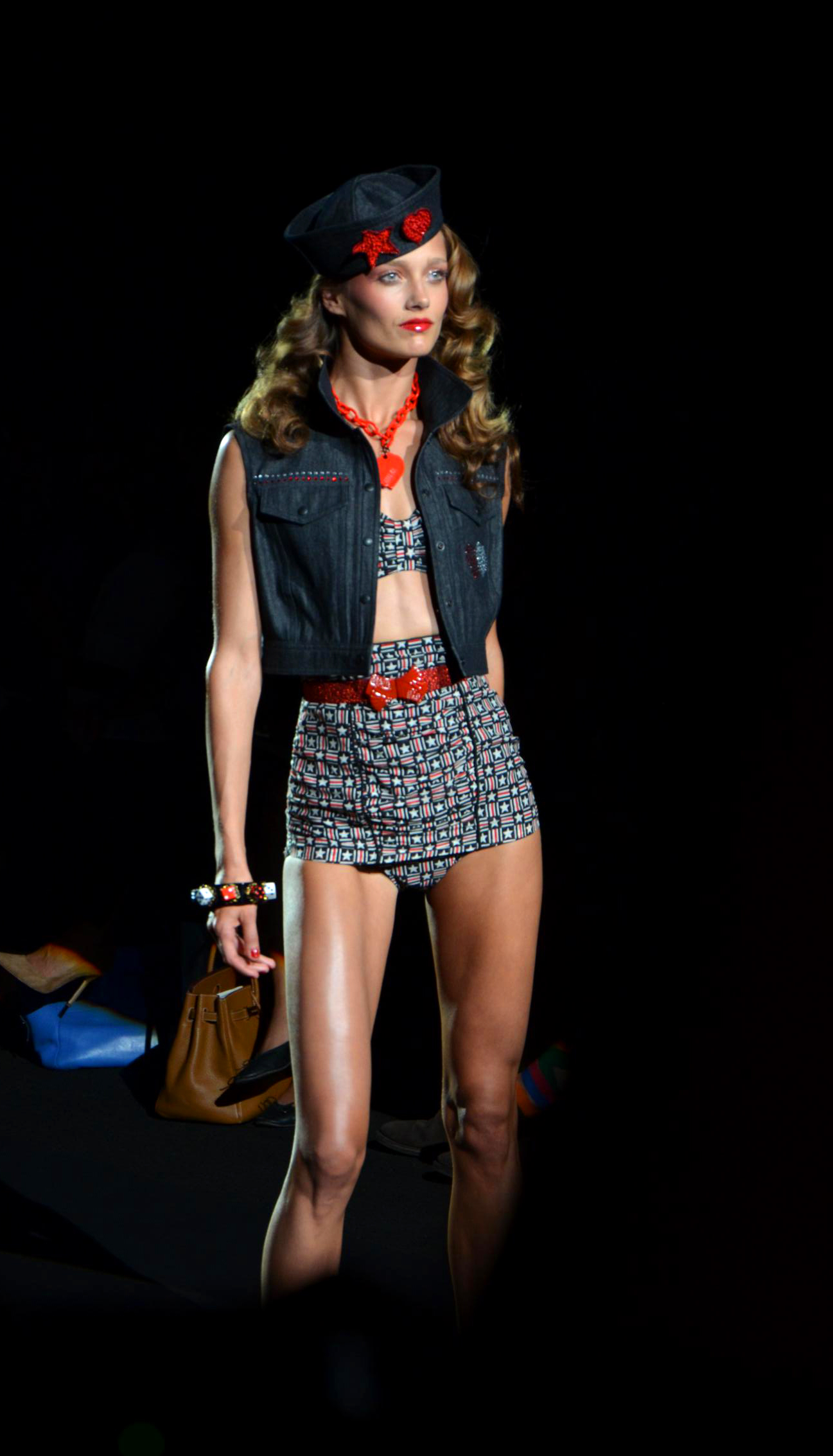
Karmen Pedaru no show Anna Sui em novembro de 2011.

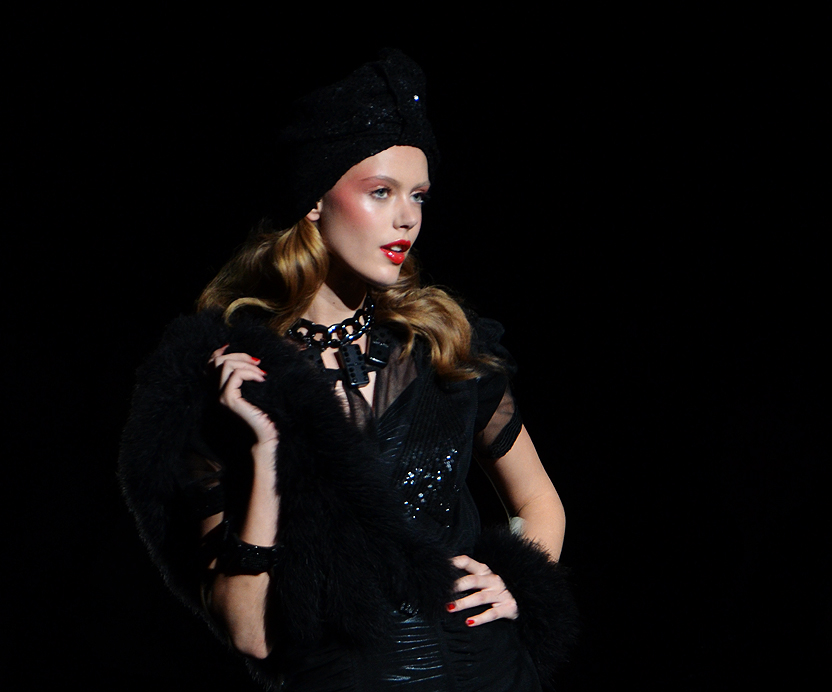
Frida Gustavsson no show Anna Sui em novembro de 2011.

### Perfumes e cosméticos
Sui apresenta a fragrância e linha de cosméticos em 1999, até à data, o designer lançou 26 produtos individuais com a maioria vindo em uma variedade de tamanhos.
O que se segue é uma lista de coleções de fragrâncias Sui:
| Year             | Fragrance                        | Partner                   | Notes                        |
| ---------------- | -------------------------------- | ------------------------- | ---------------------------- |
| 1999             | Anna Sui Classic                 | Wella AG                  |                              |
| 2000             | Sui Dreams                       | Wella AG                  | Parte da coleção Sui Dreams  |
| 2002             | Sui Love                         | Wella AG                  |                              |
| 2003             | Dolly Girl                       | Wella AG/Procter & Gamble | Parte da coleção Dolly Girl  |
| 2004             | Dolly Girl Ooh La Love           | Procter & Gamble          | Parte da coleção Dolly Girl  |
| 2005             | Secret Wish                      | Procter & Gamble          | Parte da coleção Secret Wish |
| 2006             | Dolly Girl On The Beach          | Procter & Gamble          | Parte da coleção Dolly Girl  |
| 2006             | Secret Wish Magic Romance        | Procter & Gamble          | Parte da coleção Secret Wish |
| 2007             | Dolly Girl Bonjour L'Amour       | Procter & Gamble          | Parte da coleção Dolly Girl  |
| 2007             | Flight Of Fancy                  | Procter & Gamble          | Parte da coleção Fancy       |
| 2008             | Dolly Girl Lil' Starlet          | Procter & Gamble          | Parte da coleção Dolly Girl  |
| 2008             | Night of Fancy                   | Procter & Gamble          | Parte da coleção Fancy       |
| 2009             | Live Your Dream                  | Procter & Gamble          |                              |
| 2009             | Rock Me!                         | Procter & Gamble          | Parte da coleção Rock Me     |
| 2010             | Forbidden Affair                 | Procter & Gamble          |                              |
| 2010             | Rock Me! Summer of Love          | Procter & Gamble          | Parte da coleção Rock Me     |
| 2012             | Anna Sui Fairy Dance Secret Wish | InterParfums              |                              |
| 2013             | La Vie de Bohème                 | InterParfums              | Parte da coleção Bohème      |
| 2013             | Tin House Fairy Dance            | InterParfums              | Parte da coleção Tin House   |
| 2013             | Tin House Flight of Fancy        | InterParfums              | Parte da coleção Tin House   |
| 2013             | Tin House Forbidden Affair       | InterParfums              | Parte da coleção Tin House   |
| 2013             | Tin House Secret Wish            | InterParfums              | Parte da coleção Tin House   |
| 2014             | La Nuit de Bohème                | InterParfums              | Parte da coleção Bohème      |
| 2014             | La Nuit de Bohème Eau de Parfum  | InterParfums              | Parte da coleção Bohème      |
| 2014             | Sui Dreams in Pink               | InterParfums              | Parte da coleção Sui Dreams  |
| 2015 (September) | Romantica                        | InterParfums              | Parte da coleção Romantica   |
| 2015             | Sui Dreams in Green              | InterParfums              | Parte da coleção Sui Dreams  |
| 2016             | Sui Dreams in Yellow             | InterParfums              | Parte da coleção Sui Dreams  |
| 2016             | Lucky Wish                       | InterParfums              | Parte da coleção Secret Wish |
| 2016             | Romantica Exotica                | InterParfums              | Parte da coleção Romantica   |

### Coleções de moda
Sui fez 2 moda sazonal cada ano desde 1991, com excepção do show Primavera/Verão 2002, que ela cancelou em respeito às vítimas dos ataques 11 de setembro no Torres gêmeas. Além das mostras sazonais, Sui também fez uma parceria com uma variedade de marcas e empresas como a Hush Puppies, Target Corporation, Ford Motor Company, Tumi, Isetan, Fila, Coach, Mattel, Samsung, T-Mobile, e Vogue para produzir coleções do edição limitada.
O que se segue é uma lista incompleta de shows ternos de moda e coleções:
| Coleção                      | Encontro | Evento                              | Localização                  | Tema                                                         |
| ---------------------------- | -------- | ----------------------------------- | ---------------------------- | ------------------------------------------------------------ |
| Anna Sui 1991                | 1991     | Press Week of New York              | Desconhecido                 | Desconhecido                                                 |
| Anna Sui Winter 1991         | 1991     | Press Week of New York              | Desconhecido                 | Swinging Sixties London                                      |
| Anna Sui Spring 1992         | 1991     | Press Week of New York              | Desconhecido                 | Barbie                                                       |
| Anna Sui Fall 1992           | 1992     | Press Week of New York              | Desconhecido                 | Swinging Sixties London                                      |
| Anna Sui Spring 1993         | 1992     | New York Fashion Week               | Bryant Park                  | London Grunge                                                |
| Anna Sui Fall 1993           | 1993     | New York Fashion Week               | Bryant Park                  | Charles Baudelaire                                           |
| Anna Sui Spring 1994         | 1993     | New York Fashion Week               | Bryant Park                  | Grunge                                                       |
| Anna Sui Fall 1994           | 1994     | New York Fashion Week               | Bryant Park                  | Chanel, Balenciaga, and McCardell                            |
| Anna Sui Spring 1995         | 1994     | New York Fashion Week               | Bryant Park                  | 1970's Funk                                                  |
| Anna Sui Fall 1995           | 1995     | New York Fashion Week               | Bryant Park                  | 1940s and 1960s                                              |
| Anna Sui Spring 1996         | 1995     | New York Fashion Week               | Bryant Park                  | Preppie                                                      |
| Anna Sui Fall 1996           | 1996     | New York Fashion Week               | Bryant Park                  | 1920s British Vogue and 1970s Twig                           |
| Anna Sui Spring 1997         | 1996     | New York Fashion Week               | Bryant Park                  | Hippie                                                       |
| Anna Sui Fall 1997           | 1997     | New York Fashion Week               | Bryant Park                  | Leicester Square                                             |
| Anna Sui Spring 1998         | 1997     | New York Fashion Week               | Bryant Park                  | Surfer                                                       |
| Anna Sui Fall 1998           | 1998     | New York Fashion Week               | Bryant Park                  | Fairytale                                                    |
| Anna Sui Spring 1999         | 1998     | New York Fashion Week               | Bryant Park                  | Euro/English                                                 |
| Anna Sui Fall 1999           | 1999     | New York Fashion Week               | Bryant Park                  | Technicolor, golden age cinema                               |
| Anna Sui Spring 2000         | 1999     | New York Fashion Week               | Bryant Park                  | India/Rococo Gypsy                                           |
| Anna Sui Fall 2000           | 2000     | New York Fashion Week               | Bryant Park                  | hippie-chic                                                  |
| Anna Sui Spring 2001         | 2000     | New York Fashion Week               | Bryant Park                  | Mudd Club/Grunge                                             |
| Anna Sui Fall 2001           | 2001     | New York Fashion Week               | Bryant Park                  | The Factory (Warhol)                                         |
| Anna Sui Spring 2002         | 2001     | Show cancelled due to 9/11          | N/A                          | N/A                                                          |
| Anna Sui Fall 2002           | 2002     | New York Fashion Week               | Bryant Park                  | Fairy Tale                                                   |
| Anna Sui Spring 2003         | 2002     | New York Fashion Week               | Bryant Park                  | Sport                                                        |
| Anna Sui Fall 2003           | 2003     | New York Fashion Week               | Bryant Park                  | London boutique Biba                                         |
| Anna Sui Spring 2004         | 2003     | New York Fashion Week               | Bryant Park                  | teenage surfer girl                                          |
| Anna Sui Fall 2004           | 2004     | New York Fashion Week               | Bryant Park                  | 60s London                                                   |
| Anna Sui Spring 2005         | 2004     | New York Fashion Week               | Bryant Park                  | Wild West                                                    |
| Anna Sui Fall 2005           | 2005     | New York Fashion Week               | Bryant Park                  | Louise Nevelson/Junk Art                                     |
| Anna Sui Spring 2006         | 2005     | New York Fashion Week               | Bryant Park                  | Gazette du Bon Ton                                           |
| Anna Sui Fall 2006           | 2006     | New York Fashion Week               | Bryant Park                  | 60s chic                                                     |
| Anna Sui Spring 2007         | 2006     | Mercedes-Benz Fashion Week          | Bryant Park                  | The New York Dolls/Marie Antoinette/Suleiman the Magnificent |
| Anna Sui Fall 2007           | 2007     | Mercedes-Benz Fashion Week          | Bryant Park                  | Pre-pop                                                      |
| Anna Sui Resort 2008         | 2007     | Desconhecido                        | Desconhecido                 | Ossie Clark                                                  |
| Anna Sui Spring 2008         | 2007     | Mercedes-Benz Fashion Week          | Bryant Park                  | Busby Berkeley/Biba                                          |
| Anna Sui Fall 2008           | 2008     | Mercedes-Benz Fashion Week          | Bryant Park                  | Pre-Raphaelite/Medievalism/Gustav Klimt/American Indians     |
| Anna Sui Resort 2009         | 2008     | Desconhecido                        | Desconhecido                 | Psychedelia                                                  |
| Anna Sui Spring 2009         | 2008     | Mercedes-Benz Fashion Week          | Bryant Park                  | Spanish toreador                                             |
| Anna Sui Fall 2009           | 2009     | Mercedes-Benz Fashion Week          | Bryant Park                  | 1890s                                                        |
| Anna Sui Resort 2010         | 2009     | Desconhecido                        | Desconhecido                 | Sundress                                                     |
| Anna Sui for Target          | 2009     | Collection Launch                   | USA                          | Gossip Girl                                                  |
| Anna Sui Spring 2010         | 2009     | Mercedes-Benz Fashion Week          | Bryant Park                  | Spring Fling                                                 |
| Anna Sui Fall 2010           | 2010     | Mercedes-Benz Fashion Week          | Bryant Park                  | American Arts and Crafts Movement                            |
| Anna Sui Resort 2011         | 2010     | Desconhecido                        | Desconhecido                 | romantic and dreamy                                          |
| Anna Sui Spring 2011         | 2010     | Mercedes-Benz Fashion Week          | Bryant Park                  | Pioneer/60s L.A.                                             |
| Anna Sui Fall 2011           | 2011     | Mercedes-Benz Fashion Week          | Bryant Park                  | Ormsby-Gore sisters,Ballet Russes                            |
| Anna Sui Resort 2012         | 2011     | Desconhecido                        | Desconhecido                 | David Hicks' Paris shop                                      |
| Anna Sui Spring 2012         | 2011     | Mercedes-Benz Fashion Week          | Bryant Park                  | Antonio Lopez/Club Sept/Paris 1970s                          |
| Anna Sui for Tumi 2012       | 2013     | Collection Launch                   | Global                       | Luggage Sets                                                 |
| Anna Sui for Hush Puppies    | 2012     | Collection Launch                   | Global                       | Vintage and Rock                                             |
| Anna Sui Fall 2012           | 2012     | Mercedes-Benz Fashion Week          | Bryant Park                  | fantasy/textile design                                       |
| Anna Sui Resort 2013         | 2012     | Desconhecido                        | Desconhecido                 | Art Nouveau                                                  |
| Anna Sui for Coach           | 2012     | Collection Launch                   | Global                       | Art Nouveau                                                  |
| Anna Sui Spring 2013         | 2012     | Mercedes-Benz Fashion Week          | Bryant Park                  | London/New York Punk/Second French Empire                    |
| Anna Sui Fall 2013           | 2013     | Mercedes-Benz Fashion Week (Fall)   | Lincoln Center               | '60s nostalgia/French New Wave Cinema                        |
| Anna Sui Resort 2014         | 2013     | Desconhecido                        | Desconhecido                 | Boho-chic                                                    |
| Anna Sui for Tumi 2013       | 2013     | Collection Launch                   | Global                       | Luggage Sets                                                 |
| Anna Sui Spring 2014         | 2013     | Mercedes-Benz Fashion Week (Spring) | Lincoln Center               | Pre-Raphaelite                                               |
| Anna Sui Fall 2014           | 2014     | Mercedes-Benz Fashion Week (Fall)   | Lincoln Center               | 1920s Art Deco                                               |
| Anna Sui Resort 2015         | 2014     | Desconhecido                        | Desconhecido                 | Art Deco                                                     |
| Anna Sui for FILA            | 2014     | Collection Launch                   | Asia                         | Sportswear                                                   |
| Mustang Unleashed Collection | 2014     | Collection Launch                   | Global                       | Vintage                                                      |
| Anna Sui Spring 2015         | 2014     | Mercedes-Benz Fashion Week (Spring) | Lincoln Center               | Retro 70s prints                                             |
| Anna Sui Fall 2015           | 2015     | Mercedes-Benz Fashion Week (Fall)   | Lincoln Center               | Vikings                                                      |
| Anna Sui Resort 2016         | 2015     | Desconhecido                        | Desconhecido                 | '70s boho                                                    |
| Anna Sui for O'Neill         | 2015     | Collection Launch                   | Global                       | Beach-Ready                                                  |
| Anna Sui × Frye              | 2015     | Collection Launch                   | USA                          | Footwear                                                     |
| Anna Sui × Sailor Moon       | 2015     | Collection Launch                   | Japan                        | Collectibles                                                 |
| Anna Sui × Starbucks         | 2015     | Collection Launch                   | Asia                         | Holiday Collectibles                                         |
| Anna Sui Spring 2016         | 2015     | Mercedes-Benz Fashion Week (Spring) | Skylight at Moynihan Station | exotic Polynesia                                             |
| Anna Sui Fall 2016           | 2016     | Mercedes-Benz Fashion Week (Fall)   | Skylight at Moynihan Station | Peter Blake, Niki de Saint Phalle, Barbara Hulanicki         |
| Anna Sui Resort 2017         | 2016     | Desconhecido                        | Desconhecido                 | 90's Grunge                                                  |

### Trabalhos publicados

#### Literário
O que se segue é uma lista incompleta de obras literárias de Sui:
- Sui, Anna (2010). Flight of Fancy Journal. New York: Chronicle Books. ISBN 0811868303 – via Google Books
- Sui, Anna (2010). Anna Sui Calico Cabaret Journal. New York: Chronicle Books. ISBN 0811868389 – via Google Books
- Sui, Anna (2011). Fashion Idea Book. New York: Chronicle Books. ISBN 1452101442 – via Google Books
- Bolton, Andrew (7 de maio de 2013).  Sui, Anna; White, Jack; Meisel, Steven, eds. Anna Sui. New York: Chronicle Books. ISBN 1452128596 – via Google Books

#### Filmografia
- Bolton, Andrew; Sui, Anna; Chen, Eva; Rocero, Geena; Gumpert, Lynn (junho de 2015). Asian American Life (Video). New York City: City University Television (CUNY-TV)  – via MuckRack.com

## Na cultura popular

### Aparências de vídeo/cinema e televisão
Durante as filmagens de Confessions of a Shopaholic em 2008, um falso loja de Anna Sui foi ridicularizado-se no interior da Torre Hearst para o conjunto filme, que também incluiu lojas mock-up para Valentino, Catherine Malandrino e Alberta Ferretti. O golpe enganado alguns nova-iorquinos em acreditar um lojas reais tinha sido aberto.
| Ano  | Título                                        | Função    | Notas                                                                        |
| ---- | --------------------------------------------- | --------- | ---------------------------------------------------------------------------- |
| 1994 | Hi Octane                                     | Ela mesma | (Programa de TV) episódio 1.3                                                |
| 2008 | Bravo A-List Awards                           | Ela mesma | (Especial de TV)                                                             |
| 2010 | The City                                      | Ela mesma | (Programa de TV) episódio: "Show 'Em What You Got"                           |
| 2010 | America's Next Top Model                      | Ela mesma | (Programa de TV) temporada 14, episódio 11: "America's Next Top Model Is..." |
| 2011 | Diana Vreeland: The Eye Has to Travel         | Ela mesma | (Documentário)                                                               |
| 2012 | Project Runway                                | Ela mesma | (Programa de TV) temporada 10, episódio 8: "Starving artist"                 |
| 2011 | Fashion News Live                             | Ela mesma | (Programa de TV) temporada 15,episódio 42                                    |
| 2013 | Tumi Case Studies                             | Ela mesma | (Série curta) episódio: "Anna Sui"                                           |
| 2014 | Make It in America: Empowering Global Fashion | Ela mesma | (Documentário)                                                               |